# Pseudopsodos cupreata
Pseudopsodos cupreata är en fjärilsart som beskrevs av W. Warren 1905. Pseudopsodos cupreata ingår i släktet Pseudopsodos och familjen mätare. Inga underarter finns listade.